# De fire klassiske romaner
De fire klassiske romaner (kinesisk: 四大名著) er fire romaner, der regnes for de vigtigste og mest betydningsfulde kinesiske romaner fra Mingdynastiets tid. De er meget berømte og kendte af alle læsere af kinesisk litteratur.
I kronologisk orden er de:
- Sānguó yǎnyì 三国演义 – Beretningen om de tre kongedømmer
- Shuǐhǔ zhuàn 水浒传 – Fortællinger fra marsk og mose
- Xīyóu jì 西游记 – Rejsen mod Vest
- Hónglóu mèng 红楼梦 – Drømmen om det røde rum af Cao Xueqin

| Bog | Spire Denne artikel om bøger og tidsskrifter er en spire som bør udbygges. Du er velkommen til at hjælpe Wikipedia ved at udvide den. |